# Cybaeus akiensis
Cybaeus akiensis är en spindelart som beskrevs av Yoh Ihara 2003. Cybaeus akiensis ingår i släktet Cybaeus och familjen vattenspindlar. Inga underarter finns listade i Catalogue of Life.